# 1-я Усть-Медведицкая бригада
1-я Усть-Медведицкая стрелковая бригада — воинское соединение (стрелковая бригада) РККА.
Полное действительное название — 1-я Усть-Медведицкая стрелковая бригада.

## Командование
- Миронов Ф. К., краском, начальник (командир) бригады.[1]
- Березов Г. М., командир 1-го Медведицкого революционного полка.[1]
- Бортенке Г. И., командир 2-го Медведицкого революционного полка.[1]
- Стороженко Г. Л., командир конно-артиллерийского дивизиона.[1]

## Состав
- 1-й стрелковый полк
- 2-й стрелковый полк
- конно-артиллерийский дивизион

## Боевая деятельность

### 1918 год
1-я Усть-Медведицкая стрелковая бригада создана в августе 1918 года из разрозненных красногвардейских отрядов, боровшихся с белогвардейскими войсками в Донской области России.
4 августа Высший Военный Совет Республики предложил военному руководителю Южного участка завесы, в который входил отряд Ф. К. Миронова, переформировать все части, входящие в состав участка, в роты, батальоны, полки, бригады, дивизии по строго утверждённым штатам.
Получив указание Высшего Военного Совета, Ф. К. Миронов отдал приказ о переформировании своего отряда, в котором на 4 августа 1918 года насчитывалось около 4 000 бойцов и командиров, в 1-ю Усть-Медведицкую стрелковую бригаду. Из 26 рот, сотен и батарей было сформировано два стрелковых полка и конно-артиллерийский дивизион. Этим же приказом были назначены командиры частей. Командиром 1-го Медведицкого революционного полка был назначен Г. М. Березов, 2-го — Г. И. Бортенке, командиром дивизиона — Г. Л. Стороженко.
Бригада получила задачу — оборонять участок правее 10-й армии протяжённостью 75 км от станции Елань-Камышенская до станции Красный Яр. Она должна была охранять на этом участке железную дорогу и её сооружения.
Белые казаки рвались к г. Царицыну.  Они захватили Ерзовку. Положение советских войск, оборонявших город, было тяжёлым. Чтобы облегчить его, Миронов приказал конной группе бригады 16 августа нанести удар по врагу и очистить от него левый берег Дона. Задача была выполнена. Кавалеристы освободили населённые пункты Ореховка и Даниловка и пополнили свои ряды казаками-добровольцами. Противник отвёл часть своих войск от Царицына.
20 августа 1918 года советские войска, оборонявшие город, перешли в наступление и 22 августа освободили Ерзовку. С 26 августа по 6 сентября, наступая по всему фронту, они отбросили белоказачьи части за Дон. Противник потерял убитыми и пленными около 12 тыс. человек.
11 сентября 1918 г. был образован Южный фронт в составе 8-й, 9-й, 10-й, 11-й и 12-й армий (командующий фронтом П. Г. Сытин, члены РВС И. В. Сталин, С. К. Минин).1-я Усть-Медведицкая стрелковая бригада была включена в состав 9-й армии, созданной 28 сентября 1918 года (командующий войсками армии А. И. Егоров).
Ф. К. Миронов родился 14 (26) октября 1872 года в семье казака станицы Усть-Медведицкая (ныне город Серафимович Волгоградской области). В 1898 году он окончил Новочеркасское юнкерское училище, участвовал в Русско-японской войне 1904—1905 гг. За участие в революционных выступлениях трудового казачества в 1905—1907 гг. Миронов был уволен с военной службы. Но во время Первой мировой войны 1914—1918 гг. был снова отправлен на фронт, получил чин войскового старшины (подполковника), 4 ордена и почётное георгиевское оружие. После Великой Октябрьской социалистической революции казаки 32-го Донского казачьего полка избрали Ф. К. Миронова своим командиром. В январе 1918 года он привёл свой полк с румынского фронта на Дон, где в то время коммунисты собирали силы для борьбы с контрреволюционными войсками, возглавляемыми атаманом Калединым.
Ф. К. Миронов активно включился в борьбу с калединщиной. 17 января 1918 года он провёл митинг казаков 32-го Донского казачьего полка, на котором было принято   постановление: «Вести борьбу с контрреволюционными войсками Каледина до тех пор, пока власть на Дону не будет вырвана из рук Каледина и передана трудовому  народу».
В январе — феврале 1918 г. наступающие части Красной Армии, красногвардейские отряды и революционные казачьи полки разгромили войска Каледина. В марте 1918 г. на съезде в Ростове-на-Дону была создана Донская Советская Социалистическая Республика. Председателем ЦИК Республики и Главкомом её вооружённых сил стал В. С. Ковалёв.
Перед этим съездом в слободе Михайловка состоялся съезд Советов Усть-Медведицкого округа, избравший окружной исполнительный комитет и образовавший военно-революционный комитет, в состав которого вошёл и Ф. К. Миронов. Он был назначен военным комиссаром Усть-Мсдведицкого округа  и приступил к формированию революционных отрядов. Советские органы были созданы и в других округах Донской области. Однако обстановка на Дону вскоре резко  изменилась.
1 октября 1918 года бригада участвовала в наступлении 9-й армии (командующий армией А. И. Егоров) против группировки войск генерала Фицхелаурова. Она сломила сопротивление противника, углубилась в его расположение на 70 км и освободила от белых все станицы от Ореховки до Сидоры.
На 1 октября 1918 г. число бойцов и командиров в 1-й Усть-Медведицкой бригаде возросло до 7 463 человек. Командующий 9-й армией А. И. Егоров 10 октября 1918 г. издал приказ № 2, в котором говорилось: «Бригаду товарища Миронова переименовать в дивизию. Начдивом назначаю тов. Миронова, которому принять все меры к скорейшему развёртыванию рядов дивизии до штатного состава».
1-я Усть-Медведицкая стрелковая дивизия сформирована в октябре 1918 года Основой формирования дивизии была 1-я Усть-Медведицкая стрелковая бригада, созданная в августе 1918 года из разрозненных красногвардейских отрядов, боровшихся с белогвардейскими войсками в Донской области.
Сформировал дивизию и был её первым начальником Ф. К. Миронов.